# Jean-César-Marie-Alexandre Chaudruc de Crazannes
Jean-Marie-César-Alexandre Chaudruc de Crazannes, né le 21 juillet 1782 au château de Crazannes et mort le 15 août 1862 à Castelsarrasin, est un archéologue et poète français.

## Biographie
Jean-César-Marie-Alexandre Chaudruc de Crazannes est le fils de Jacques Chaudruc, seigneur de Crazannes, négociant, conseiller du Roi, trésorier général de France au bureau des finances de la généralité de La Rochelle, capitaine des canonniers garde-côtes de la division de Soubise, et d'Anne Josèphe Suzanne Dumas de Rauly. Marié avec Sophie de Loupiac, il est le grand-père du général Élie de Riols de Fonclare.
Chaudruc fut élève de l’École militaire de Sorrèze, et devint, à sa sortie, secrétaire du préfet du Gers, Balguerie, puis secrétaire général de la préfecture d’Orléans. En juillet 1814, il entra comme maître des requêtes au conseil d’État, dont il devint, en 1830, maître des requêtes honoraire. Il fut successivement, sous le dernier règne, inspecteur-conservateur du musée d’antiquités, à La Rochelle, sous-préfet à Figeac, à Lodève et à Castelsarrasin.
Après la révolution de février 1848, il resta dans cette dernière ville, et se consacra dès lors exclusivement à ses travaux d’archéologie. Membre de plusieurs académies départementales, il était correspondant de l’Académie des inscriptions et belles-lettres, associé du Comité des monuments historiques, etc.
Conservateur des monuments historiques, il était cofondateur de la Société française d'archéologie en 1820. Il fut créé baron de l’Empire en 1813, officier de la Légion d’honneur en décembre 1814.

## Publications
- Voyage de Sorrèze à Auch, prose et vers, 1802 ;
- Le Bonheur, épitre à Eugénie, 1810 ;
- Le Médailles, ou le règne de Napoléon le Grand, 1811 ;
- Sur la liberté de la presse et les moyens légaux d’en réprimer les abus, 1814 ;
- Encore un mot sur l’Université, 1814 ;
- Antiquités de la ville de Saintes et du département de la Charente-Inférieure, 1820 ;
- Calendrier ou annuaire administratif et historique de Tarn-et-Garonne, 1838 ;
- Lettre à M. de Caumont, sur divers points d’archéologie, 1852.

Crazannes avait, en outre, publié à part un nombre presque incalculable de Notices, Dissertations, Discours, Recherches, Épitres, après leur insertion dans divers recueils archéologiques (1809-1856).

## Pour approfondir